# Article 182 de la Constitution belge
L'article 182 de la Constitution de la Belgique fait partie du titre VI De la force publique. Il attribue à la loi le choix du mode de recrutement de l'armée et des droits et obligations des militaires.
Il date du 7 février 1831 et était à l'origine — sous l'ancienne numérotation — l'article 118. Il n'a jamais été révisé.

## Texte
« Le mode de recrutement de l'armée est déterminé par la loi. Elle règle également l'avancement, les droits et les obligations des militaires. »